# Валч (гміна)
Гміна Валч (пол. Gmina Wałcz) — сільська гміна у північно-західній Польщі. Належить до Валецького повіту Західнопоморського воєводства.
Станом на 31 грудня 2011 у гміні проживало 12711 осіб.

## Територія
Згідно з даними за 2007 рік площа гміни становила 575.09 км², у тому числі:
- орні землі: 45.00%
- ліси: 46.00%

Таким чином, площа гміни становить 40.86% площі повіту.

## Населення
Станом на 31 грудня 2011:
| Опис     | Загалом | Загалом | Чоловіки | Чоловіки | Жінки | Жінки |
| -------- | ------- | ------- | -------- | -------- | ----- | ----- |
| одиниця  | осіб    | %       | осіб     | %        | осіб  | %     |
| все      | 12711   | 100     | 6354     | 49.99    | 6357  | 50.01 |
| міське   | 0       | 100     | 0        |          | 0     |       |
| сільське | 12711   | 100     | 6354     | 49.99    | 6357  | 50.01 |

## Сусідні гміни
Гміна Валч межує з такими гмінами: Валч, Вешхово, Мірославець, Тучно, Тшцянка, Чаплінек, Члопа, Шидлово, Ястрове.